# Jolo (miasto)
Jolo – miasto na Filipinach w regionie Muzułmańskie Mindanao, na wyspie Jolo. W 2010 roku liczyło 118 307 mieszkańców.